# Nicòstrat de Macedònia (militar)
Nicòstrat (en llatí Nicostratus, en grec antic Νικόστρατος "Nikóstratos") fou un oficial macedoni de l'exèrcit d'Alexandre el Gran.
Va ser un dels que formava part de la conspiració de Sostrat per assassinar al rei, motivat pel desig de revenja per un insult fet a Hermolaos. La conspiració va fracassar i segurament devia ser mort amb altres conspiradors, ja que no se'l menciona més.